# Ordre souverain de la Calotte
 (juillet 2017).
Si vous disposez d'ouvrages ou d'articles de référence ou si vous connaissez des sites web de qualité traitant du thème abordé ici, merci de compléter l'article en donnant les références utiles à sa vérifiabilité et en les liant à la section « Notes et références ».
L’Ordre Souverain de la Calotte est une association fondée par des étudiants belges catholiques, membres de la Société générale bruxelloise des étudiants catholiques (S.G.B.E.C. ou Gé Bruxelloise).
Sa date de fondation se confond souvent avec celle de la SGBEC : 1895.
L’Ordre de la Calotte disparaît en 1953 avec la faillite de la SGBEC.
Il est refondé à l’initiative de l’Ordre studentyssime, venesrable et très magnifique de François Villon de Montcorbier en 1965 sous la forme de l’Ordre Souverain de la Calotte (en abrégé : O.S.C.), ordre purement méritoire dont la grande maystrise fait l’objet d’une tournante entre les différentes régions de Belgique (Bruxelles, Flandres et Wallonie).
Aujourd'hui, l’Ordre Souverain de la Calotte est Société Royale depuis 1995 et a deux buts distincts et primordiaux : fédérer les étudiants calottins de Belgique et distinguer ceux qui auront œuvré au rayonnement des valeurs propres à l’étudiant calottin.
La devise de l’O.S.C. est « Sans peur ni bravade »
L’hymne de l’O.S.C. est « Les Calottins de l’Université ».
Les couleurs de l’O.S.C. sont « gueules et sinople au liseré tricolore belge ».